# Club Deportivo As Pontes
El Club Deportivo As Pontes és un club de futbol gallec de la localitat d'As Pontes de García Rodríguez, a la província de la Corunya. Fundat el 1960, juga actualment a la Tercera Divisió.

## Història
Es va fundar el 1960 amb el nom de Club de Fútbol Calvo Sotelo, estant patrocinat per l'empresa homònima. El 1969 va passar a anomenar-se Club Deportivo As Pontes. El 1984 comença el patrocini per part de l'empresa Endesa i l'equip s'anomena Endesa As Pontes Club de Fútbol. Finalment, el 2001 recupea el nom de Club Deportivo As Pontes que manté actualment.
A finals del segle XX l'equip viu el seu millor moment, mantenint-se diverses temporades a la Segona Divisió B. La màxima posició assolida fou el quart lloc de la temporada 1991-92.

## Dades del club
- Temporades a 1a: 0
- Temporades a 2a: 0
- Temporades a 2aB: 9
- Temporades a 3a: 17
- Millor posició a 2aB: 4t (temporada 1991-92)

## Estadi
L'equip juga els seus partits com a local a l'estadi d'O Poboado, amb capacitat per a 2.000 espectadors.

## Palmarès
- Tercera Divisió (2): 1986–87, 1994–95
- Copa Diputació de la Corunya (1): 1996